# Citrix Tennis Championships 2001
Delray Beach International Tennis Championships 2001 — тенісний турнір, що проходив на кортах з твердим покриттям у місті Delray Beach, USA з 5 березня. Належав до категорії ATP International Series, був турніром серії Delray Beach Open 2001 року.

## Фінальна частина

### Одиночний розряд
Ян-Майкл Гембілл —  Ксав'є Малісс 7–5, 6–4

### Парний розряд
Ян-Майкл Гембілл /  Енді Роддік —  Сімада Томас /  Майлз Вейкфілд 6–3, 6–4